# Marcelo Krass
Marcelo Krass (Buenos Aires, Argentina; 13 de diciembre de 1925 - Ibídem; 10 de septiembre de 2016) fue un actor, director de teatro y dirigente argentino de amplia trayectoria.

## Carrera
La carrera de Krass se centró ¡en el teatro, su gran pasión, fue muy intensa su actividad artística durante las décadas de 1960 y 1970. Desarrolló una importante carrera en el Teatro Nacional Cervantes donde compartió las tablas con grandes actores nacionales. Fue parte del emblemático ciclo Teatro Abierto.
Fue dirigente de la Asociación Argentina de Actores (entidad de la que se asoció en 1956, se desempeñó en la Secretaría de Cultura durante los dos períodos de Jorge Salcedo a cargo de la Presidencia.
Krass falleció a los 90 años el 10 de septiembre de 2016 a consecuencia de un deterioro natural de su salud. Sus restos descansan en el panteón de la Asociación Argentina de Actores del Cementerio de la Chacarita.

## Teatro
- Los Comediantes (1999), en su labor como director junto a Yirair Mossian.
- Hay que apagar el fuego (1982), la inolvidable obra de Teatro Abierto en la que compartió el escenario con Carlos Carella y Leonor Manso.
- El Faro (1971).
- No hay que llorar (1970) de Roberto Cossa, junto a Ulises Dumont,Carlos Carella, Irma Roy y María Rosa Fugazot.[2]
- Un guapo del 900 (1968), de Samuel Eichelbaum, con la dirección de Lucas Demare y el elenco formado por Corrado Corradi, Héctor Tealdi, Samy Zarember y Víctor Bruno.
- Peribañez y el comendador de Ocaña (1968), con dirección de Osvaldo Bonet, con Pedro Aleandro, Elena Tasisto, Alicia Berdaxagar, Alfonso de Grazia, Ivonne Fournery, Luis Medina Castro, Miguel Padilla, Jorge Rivera López, entre otros.
- Pata de sota (1967), con Chela Ruiz, Flora Steinberg, Alfredo Tobares, León Sarthie y Juan Pablo Boyadjian.
- El Escarabajo (1959), con dirección de Orestes Caviglia, con Carella y Enrique Fava.
- Juan de Dios, milico y paisano (1958) con Violeta Antier, Carlos Carella, Milagros de la Vega, Orlando Bor y un gran elenco.
- El Pan de la Locura (1958), con Carlos Carella y Oscar Rovito. Con dirección de Carlos Gorostiza.
- El centrofowar murió al amanecerde Agustín Cuzzani que se estrenó en el Teatro La Máscara y significó el debut teatral de Sergio Renán.[3]
- Entre bueyes no hay cornadas (1955)
- El amor de la estanciera (1955)